# For Warrick (CSI)
«For Warrick», titulado en español «Por Warrick», es el primer episodio la novena temporada de la serie de televisión estadounidense de la CBS, CSI: Crime Scene Investigation, que se desarrolla en Las Vegas, Nevada. Fue estrenado el 9 de octubre de 2008. En este capítulo, hace su aparición final Gary Dourdan, que interpreta al CSI Warrick Brown, tras ser asesinado de un disparo en el final de la octava temporada. A su vez, se produce la vuelta de la actriz Jorja Fox —Sara Sidle en la serie—, que retorna para ayudar en el caso. 

## Introducción
Tras liberar a Warrick de las pruebas que lo acusaban del asesinato de Lou Gedda (Octava temporada, episodio «For Gedda (1)»), Warrick y sus amigos del equipo van a celebrar a un bar que todo el malentendido acabó, dándole estos últimos numerosas pruebas de afecto a Brown. Cuando Warrick está preparado para irse a su hogar, se le acerca Jeffrey McKeen (el ayudante del sheriff) para disculparse de haber dudado de la honorabilidad de Brown, diciéndole que le devolverá su puesto en el departamento. McKeen entonces saca una pistola y con dos tiros a quema ropa deja moribundo a Brown en el auto, terminando así la octava temporada de la serie.

## Argumento
El episodio comienza cuando el ayudante del sheriff Jeffrey McKeen llama a las unidades del Departamento de Policía de Las Vegas informando sobre un agente abatido en la calle «Rayson». Grissom escucha el llamado y se dirige rápidamente al lugar, encontrando a Warrick Brown tendido en el asiento de su auto con severas lesiones de bala en su cuerpo. Este lo intenta reanimar, pero Brown ya desangrado fallece en sus brazos.
Catherine, Stokes y Brass llegan a la escena del crimen destruidos por la noticia de la muerte de su amigo. Brass interroga a McKeen sobre lo sucedido, ya que este era el único testigo. Este informa que vio a un individuo de tez blanca, vestido de negro corriendo hacia un auto y escapando de la escena. Reconoce la patente del mismo, llevando todas las pistas hacia el oficial de policía Daniel Prichard, el mismo que estuvo involucrado en el caso de la muerte de Lou Gedda (Octava temporada, episodio «For Gedda (1)»).
Cuando Grissom regresa al laboratorio se encuentra con una angustiada Sara Sidle que le ofrece cualquier tipo de ayuda en el caso. Sanders que estaba en Los Ángeles vuela de vuelta a Las Vegas para ayudar también.
Nick busca evidencias en el auto de Warrick encontrando huellas de nudillos en una ventana, indicando que alguien desde fuera tocó la ventana del auto para hablar con Warrick, llegando a la conclusión que si esa persona hubiera sido Prichard, Warrick no hubiera bajado la ventana para hablar con él.
Grissom, Catherine y Nick hacen un experimento en el lugar del crimen, concluyendo que era imposible que McKeen hubiera escuchado los disparos desde donde estaba, empezando a dudar de su persona.
Sara y Greg van al departamento de Warrick para arreglar los asuntos del funeral, cuando descubren unos papeles que informan que Brown tenía un hijo, y que estaba luchando por su custodia. Grissom y Sara ven la cinta de un video donde Warrick testifica -frente a un psiquiatra- que reconoce estar apto para criar al niño, mencionando que si bien fue criado solo por su abuela, recibió las enseñanzas y el cariño de una persona que él consideraba su padre, haciendo clara alusión a Grissom.
Con el equipo reunido, el asistente del director Conrad Ecklie informa que no quiere que se acuse a McKeen, ya que eso sería un arma de doble filo, pero todos están de acuerdo que es un riesgo que deben tomar. Analizan el arma y descubren que fue partícipe de un caso pasado, donde Prichard fue el oficial a cargo. Al no encontrar huellas en el arma, deciden buscar en los casquillos de las balas, encontrando un empate con las huellas de McKeen. Es ahí donde Brass llama al juez para obtener una orden de captura.
Se dirigen hacia un motel donde se estaba escondiendo Prichard, junto a McKeen, donde encuentran evidencias de que habían escapado recientemente de ahí. Brass lo llama al celular informándole que habían detenido la búsqueda del sospechoso del asesinato ya que todas las pruebas estaban en contra de Prichard. Archie encuentra la localización de McKeen por medio de su celular, encontrándose este en una carretera rumbo a México junto con el mismo Prichard. 
Brass y Nick parten tras la captura de ambos, dando con ellos a una orilla del camino, con el auto volcado y Prichard muerto. Nick busca a McKeen siguiendo la huella que dejó su sangre tras el volcamiento, encontrándolo metros más allá muy herido. Nick recordando a Warrick lo apunta con su arma y McKeen lo incita a dispararle. Brass que estaba más atrás intenta llegar a donde está Nick, escuchando un disparo. Brass encuentra a Nick apuntando a McKeen y con este inmóvil en el suelo. Brass le pregunta a Nick sobre el disparo, respondiéndole este que había fallado y que McKeen estaba vivo con una herida de bala en su abdomen, momento en que Brass le informa a McKeen que está detenido por el asesinato de Warrick Brown.
En el funeral vemos a sus amigos del equipo CSI, gente del laboratorio y a su exesposa Tina, con su pequeño hijo Max. Grissom lee una carta muy emotiva, declarando que lo extrañará muchísimo.

## Actores invitados
- Jorja Fox como Sara Sidle
- Conor O'Farrell como Subcomisario Jeffrey McKeen
- Archie Kao como Archie Johnson
- Marc Vann como Conrad Ecklie
- Liz Vassey como Wendy Simms
- Joseph Patrick Kelly como Oficial Metcalf
- Larry Mitchell como Oficial Mitchell
- Jon Wellner como Henry Andrews
- Sheeri Rappaport como Mandy Webster
- Gerald McCullouch como Bobby Dawson
- David Berman como David Phillips
- Thom Gossom Jr. como Ministro
- David Gianopolous como Daniel Pritchard
- DeLon Howell como Oficial Delvin
- Meta Golding como Tina Brewster

## Recepción
El episodio, que marcó el final del personaje de Warrick Brown, promedió en su emisión original en los Estados Unidos aproximadamente 23.49 millones de espectadores, según los índices de Nielsen, superando el estreno de la séptima temporada de CSI: Miami, de la misma cadena.